# Liste von Schiffen mit dem Namen Yosemite
Yosemite wurde mehrfach als Name für Schiffe verwendet. Der Name bezieht sich zum einen auf den Yosemite-Nationalpark, ist zum anderen eine Fremdbezeichnung des Paiute-Stammes der Ahwahnee mit der Bedeutung „jene, die töten“.

## Schiffsliste
| Bezeichnung | Schiffsart                  | Baujahr | Bauwerft                      | Eigner             | Dienstzeit | Verbleib                        | Bild |
| ----------- | --------------------------- | ------- | ----------------------------- | ------------------ | ---------- | ------------------------------- | ---- |
| Yosemite    | Raddampfer                  | 1863    |                               |                    | 1863–1909  | 1909 auf Grund gelaufen         |      |
| Yosemite    | Frachtschiff / Hilfskreuzer | 1892    |                               | United States Navy | 1898–1900  | 1900 durch Schiffbruch verloren |      |
| Yosemite    | Zerstörertender             | 1943    | Tampa Shipbuilding, Tampa     | United States Navy | 1944–1994  | 2003 als Zielschiff versenkt    |      |
| Yosemite    | Massengutfrachter           | 1985    | Naikai Shipbuilding, Onomichi |                    |            | In Sur umbenannt                |      |